# ليندنفلز
ليندنفلز (بالألمانية: Lindenfels) هي بلدة، ، Gemarkung، مدينة و بلدة ألمانية تقع في ألمانيا في Kreis Bergstraße. يقدر عدد سكانها بـ 5,220 نسمة .

## المدن التوأمة
مدن Moëlan-sur-Mer و Pawłowiczki هي مدن توأمة لـليندنفلز.

## أعلام
- تيمو غلوك
- ويلهلم باور
- آنا كولر
- فريدريك مورر